# Demokratische Staatsaufbaugesellschaft Chinas
Die Demokratische Staatsaufbaugesellschaft Chinas (chinesisch 中國民主建國會 / 中国民主建国会, Pinyin Zhōngguó mínzhǔ jiànguóhuì) gehört zu den zugelassenen „Acht demokratischen Parteien und Gruppen“ der Volksrepublik China. Sie bekennt sich zur Führung der Kommunistischen Partei Chinas und zur Sozialistischen Marktwirtschaft.

## Geschichte
Die Geschichte der Demokratische Staatsaufbaugesellschaft Chinas reicht bis ins Jahr 1917 zurück, als die Chinesische Berufsbildungsgesellschaft von Huang Yanpei in Jiangsu gegründet wurde. Unter Huangs Vorsitz schloss sie sich zunächst 1944 mit anderen Parteien und Gruppen zur Demokratischen Liga Chinas zusammen. Mit Unterstützung der Kommunistischen Partei Chinas gründete Huang schließlich am 16. Dezember 1945 die Demokratische Staatsaufbaugesellschaft Chinas, an der sich sogenannte „patriotische Unternehmer“ und Intellektuelle beteiligten. Nachdem sich die Partei im Bürgerkrieg gegen die von der Kuomintang geführte Regierung gestellt hatte, wurde sie 1947 verboten. Nach Gründung der Volksrepublik China im Jahr 1949 gehörte die Demokratische Staatsaufbaugesellschaft Chinas zu den acht von der Kommunistischen Partei geduldeten Parteien. Dennoch richteten sich politische Kampagnen gegen ihre Funktionäre, die im Fokus von Verfolgungen standen. Nach der Kulturrevolution, in der die gesamte Parteiarbeit unterbrochen war, nahm die Demokratische Staatsaufbaugesellschaft Chinas ihre Tätigkeit wieder auf.

## Ideologie
Als Partei von Mitgliedern aus Wirtschaftskreisen bekennt sie sich zum Sozialismus und zum Bündnis mit anderen Parteien unter der Führung der Kommunistischen Partei Chinas. Sie befürwortet ein Entwicklungskonzept zur Verwirklichung von sozialer Stabilität und der Modernisierung Chinas.

## Organisation und Mitgliedschaft
Die Partei ist nach dem Prinzip des demokratischen Zentralismus organisiert. Bestand die Partei 1958 noch aus 23.000 und 1983 aus 24.700 Mitgliedern, so wuchs sie bis 2017 um 639 Prozent auf 170.000. Ende 2018 hatte die Partei sogar schon 193.000 Mitglieder. Sie wird durch Mitgliedsbeiträge und staatliche Subventionen finanziert.

## Vorsitzende
1. Huang Yanpei (黄炎培) (1945–1965)
2. Hu Juewen (胡厥文) (1979–1987)
3. Sun Qimeng (孙起孟) (1987–1996)
4. Cheng Siwei (成思危) (1996–2007)
5. Chen Changzhi (陈昌智) (2007–2017)
6. Hao Mingjin (郝明金) (ab 2017)